# Galerie St. Petri
Galerie St. Petri var et galleri for avantgardistisk og konceptkunst i Lund, Sverige, grundlagt af Jean Sellem, en fransk kunstner der emigrerede til Sverige i 1970'erne. Han har været professor i Kunsthistorie ved Lunds Universitet og udgivet en række bøger.
I 1970'erne blev galleriet hurtigt en international platform for konceptkunst og performancekunst, med tæt samarbejde med Fluxus kunstnere – Eric Andersen, Ken Friedman, Tomas Schmit, Christian Boltanski, John Fekner, Arne Groh, Jarosław Kozłowski, Yoko Ono, Nam June Paik, Endre Tót, Jacek Tylicki og Krzysztof Wodiczko, blandt mange andre.
I 1989 blev Jean Sellem udnævnt til æresprofessor på Bauhaus skolen i forbindelse med den store retrospektive Situationistisk Internationale udstilling på Centre Georges Pompidou i Paris.